# 谷江武士
谷江 武士（たにえ たけし、1945年3月5日 - ）は、日本の会計学者、名城大学名誉教授。

## 略歴
香川県生まれ。1968年法政大学社会学部応用経済学科卒、1970年同大学院修士課程修了、1975年駒澤大学大学院商学研究科博士課程満期退学。1999年「ユーゴ会計制度の研究 所得分配会計変遷史」で駒澤大学商学博士。1972年南日本短期大学専任講師、1977年暁星商業短期大学専任講師、1981年校名変更で加茂暁星短期大学（現：新潟中央短期大学）助教授、1986年名城大学短期大学部助教授、2002年名城大学経営学部教授。2003年名城大学大学院経営学研究科修士課程教授、2006年同経営学研究科博士課程教授、2009年同経営学研究科主任教授、2017年定年、名城大学名誉教授。2024年、瑞宝小綬章受章。

## 著書
- 『自主管理企業と会計 ユーゴスラヴィアの会計制度』大月書店 1988
- 『基本経営分析』中央経済社 1993
- 『ユーゴ会計制度の研究 所得分配会計変遷史』大月書店 2000
- 『事例でわかる連結経営分析』中央経済社 2002
- 『キャッシュ・フロー会計論』創成社 2009
- 『事例でわかるグループ企業の経営分析』中央経済社 2014
- 『簿記入門 第4版』コームラ 2015
- 『東京電力-原発事故の経営分析』学習の友社 2017

### 共編著
- 『東京電力 原発にゆれる電力』角瀬保雄共著 大月書店 日本のビッグ・ビジネス 1990
- 『簿記の理論と技法』根津文夫共編著 ミネルヴァ書房 1993
- 『NEC・日本IBM 「ポスト工業化時代」の演出家』根津文夫共著 大月書店 日本のビッグ・ビジネス 1997
- 『電力 自由化と原発で転機を迎える電力産業』青山秀雄共著 大月書店 日本のビッグ・インダストリー 2000
- 『内部留保の経営分析 過剰蓄積の実態と活用』小栗崇資共編著 学習の友社 民主的改革のための経済学 2010
- 『日本の製造業を分析する 自動車、電機、鉄鋼、エネルギー』丸山惠也,小栗崇資,古賀義弘,熊谷重勝共編著 大橋英五監修 唯学書房 2010
- 『経営・会計入門』岸川典昭共著 創成社 2013
- 『内部留保の研究』小栗崇資,山口不二夫共編著 唯学書房 2015

## 論文
- Cinii